# Tangara phillipsi
Tangara phillipsi là một loài chim trong họ Thraupidae.